# 円城寺 (岡山県吉備中央町)
円城寺（えんじょうじ）は、岡山県加賀郡吉備中央町円城にある天台宗の寺院。山号は本宮山、院号を観音院という。報恩大師が建立した備前四十八ヵ寺の一つ。岡山県指定文化財の宝篋印塔（1357年建立）がある。

## 歴史
霊亀元年（715年）、東大寺創建の勧進にかかわった行基が本宮山山頂付近に開基した正法寺が起源。弘安5年（1282年）に伽藍を焼失し現在地に移転、現在の寺号に改めた。

## 文化財

### 岡山県指定文化財
- 石造宝篋印塔 - 延文2年（1357年）。1959年3月27日指定[1]。

## その他
- 岸田吟香（画家岸田劉生の父）が1850年ごろに書いた落書きが残る。
- 本堂の天井画は江戸時代中期のもの。

## 関連資料
- 『吉備の国寺社巡り』山陽新聞社（2011年、36頁）
- 『神社仏閣を巡る まいられぇ岡山』山陽新聞社（2017年版、54頁）